# Laureana Bartolomé Lorente
Laureana Bartolomé Lorente (Estella, Navarra - Madrid) fue una pintora navarra. 

## Trayectoria
Participó en las exposiciónes nacionales de Bellas Artes de 1908 en la que presentó una obra llamada  Paisaje y en la de 1910 con la obra titulada Flores. Fue discípula de Fernanda Francés. Ambas están en paradero desconocido.
En 1910, en el año de su fundación, se inscribió en la Asociación Española de Pintores y Escultores como Pintora. Fue socia de número.
También se dedicó al arte figurativo, que consistía en la decoración de baldosas y estanterías. En 1906 en la exposición nacional de Bellas artes, en la sección de arte figurativo, obtuvo menciones honoríficas junto a otras artistas.  En el 1907 participó en la Exposición de Industrias Madrileñas y obtuvo la Medalla de Tercera Clase en el Segundo Grupo (Ornamental) con la realización de etageres de madera pirograbados.